# بخش‌های دپارتمان ول-دو-مرن
بخش‌های دپارتمان ول-دو-مرن (انگلیسی: Arrondissements of the Val-de-Marne department) شامل ۳ بخش به شرح زیر است:
1. بخش کرتل با ۲۳ کمون (فرانسه) و جمعیت ۷۰۰ هزار نفر در سال ۲۰۱۳ می‌باشد.
2. بخش نوژان-سور-مرن با ۱۴ کمون (فرانسه) و جمعیت ۳۹۲ هزار نفر در سال ۲۰۱۳ می‌باشد.
3. بخش لی-له-رز با ۱۰ کمون (فرانسه) و جمعیت ۲۶۰ هزار نفر در سال ۲۰۱۳ می‌باشد.